# Listen der Stolpersteine in Trentino-Südtirol
Listen der Stolpersteine in Trentino-Südtirol listet jene italienischen Orte mit Stolpersteinen in der Region Trentino-Südtirol, in welchen Stolpersteine von Gunter Demnig verlegt wurden:
Provinz Bozen – Südtirol
- Liste der Stolpersteine in Auer (Südtirol)
- Liste der Stolpersteine in Bozen
- Liste der Stolpersteine in Meran
- Liste der Stolpersteine in Tiers (Südtirol)

Provinz Trient
- Liste der Stolpersteine in Riva del Garda
- Liste der Stolpersteine in Trient